# Frassineto Po
Frassineto Po (en français : Frassinet) est une commune italienne d'environ 1 300 habitants, située dans la province d'Alexandrie, dans le Piémont, en Italie nord-occidentale.

## Histoire
En 1617, lors de la guerre de succession de Montferrat, les troupes espagnoles du gouverneur du Milanais, Pierre Alvarez de Tolède traversère le Pô pour attaquer les troupes de Charles-Emmanuel Ier de Savoie duc de Savoie.

## Administration
| Période                                  | Période  | Identité      | Étiquette | Qualité |
| ---------------------------------------- | -------- | ------------- | --------- | ------- |
| 14 juin 2004                             | En cours | Andrea Serrao |           |         |
| Les données manquantes sont à compléter. |          |               |           |         |

### Communes limitrophes
Borgo San Martino, Breme, Candia Lomellina, Casale Monferrato, Ticineto, Valmacca